# Перельман, Виктор Борисович
Ви́ктор Бори́сович Перельма́н (1929, Москва — 13 ноября 2003, Клифсайд Парк, штат Нью-Джерси) — русский писатель

, издатель, редактор, журналист.

## Биография
Поступил в 1947 году и окончил Московский юридический институт и редакционно-издательский факультет Московского полиграфического института. 
Работал на Московском радио, в газете «Труд», в журнале «Советские профсоюзы». 
С 1968 года по конкурсу получил место заведующего отделом информации в «Литературной газете», там же работал специальным корреспондентом.
В 1973 году эмигрировал в Израиль. Жил в Тель-Авиве,  работал корреспондентом на Голанских высотах в газете «Аль Гамишмар». Основатель и главный редактор русскоязычного журнала «Время и мы» 1975-2001. 
С 1981 года жил в США. 
Автор книг «Покинутая Россия», «Театр Абсурда» и « Грехопадение Цесаря».

## Цитаты
Я вовсе не хочу представить журналистов "Литературки" безнравственными служителями "Гайд-Парка", взявшими на себя миссию уводить читателей от назревших проблем России. Напротив, они искренне верили (и, думаю, по сей день верят), что честно служат своей стране. Так же, как в это верил я сам, пока Чаковский не помог мне понять, какая роль возложена партией на меня и моих коллег. И все, что казалось несообразным, встало на свои места. И более не казалось странным, отчего "Литературной газете", единственной в стране, разрешено было принимать евреев. Ведь не нуждалась, например, в них "Правда". Для того чтобы писать о том, о чем писала "Правда", не требовалось ни особого ума, ни журналистского таланта. Но еврейский ум и талант требовались для того, чтобы уводить читателя в мир социальных иллюзий. Это была изощренная задача, требовавшая изощренного исполнения. Этим и занимались евреи "Литературки". Верили, что творят добро, и делали зло. В этом была их драма, в этом была и моя личная драма, которую я не сразу постиг. Но, постигнув, уже не мог оставаться самим собой.

Казалось, в "Литературной газете" судьба приблизила меня к идеалу, но она подвела меня лишь к крушению. Взобравшись на вершину, я вдруг понял, насколько бессмысленным и бесплодным был мой путь. Вершиной оказался "Гайд-Парк при социализме", жалкая роль прислужника партийной бюрократии.